# John Napier
John Napier de Merchiston, llamado también Johannes Neper o Nepair, (/ˈneɪpɪər/ Edimburgo, 1 de febrero de 1550 - ibídem, 4 de abril de 1617) fue un matemático e inventor escocés, reconocido por ser el primero en definir los logaritmos. También hizo común el uso de la coma decimal en las operaciones aritméticas.

## Biografía

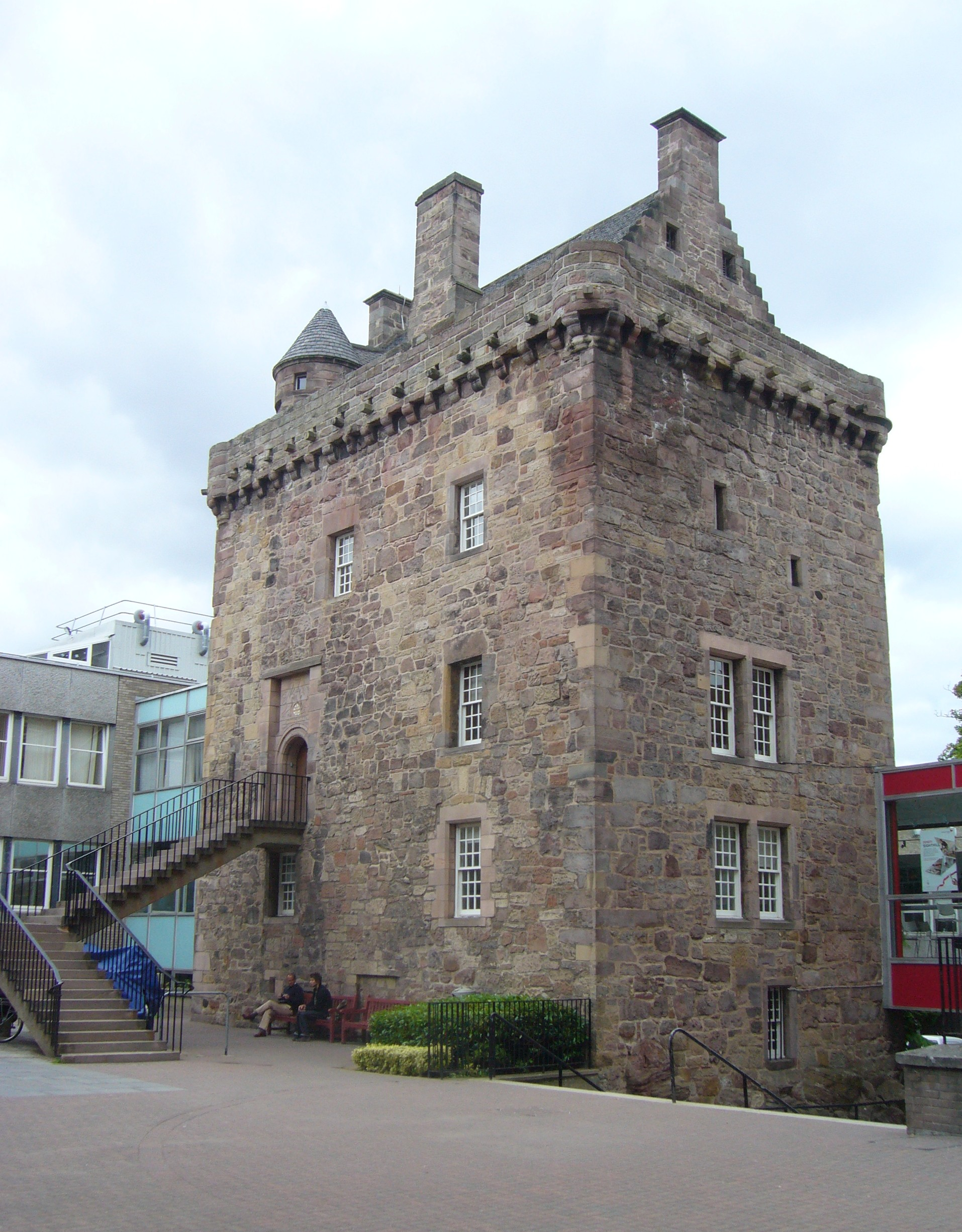
Castillo de Merchiston

El padre de Napier era Sir Archibald Napier del Castillo de Merchiston y su madre era Janet Bothwell (hija del político y juez Francis Bothwell, Lord of Session y hermana de Adam Bothwell, que llegaría a ser Obispo de Orkney).

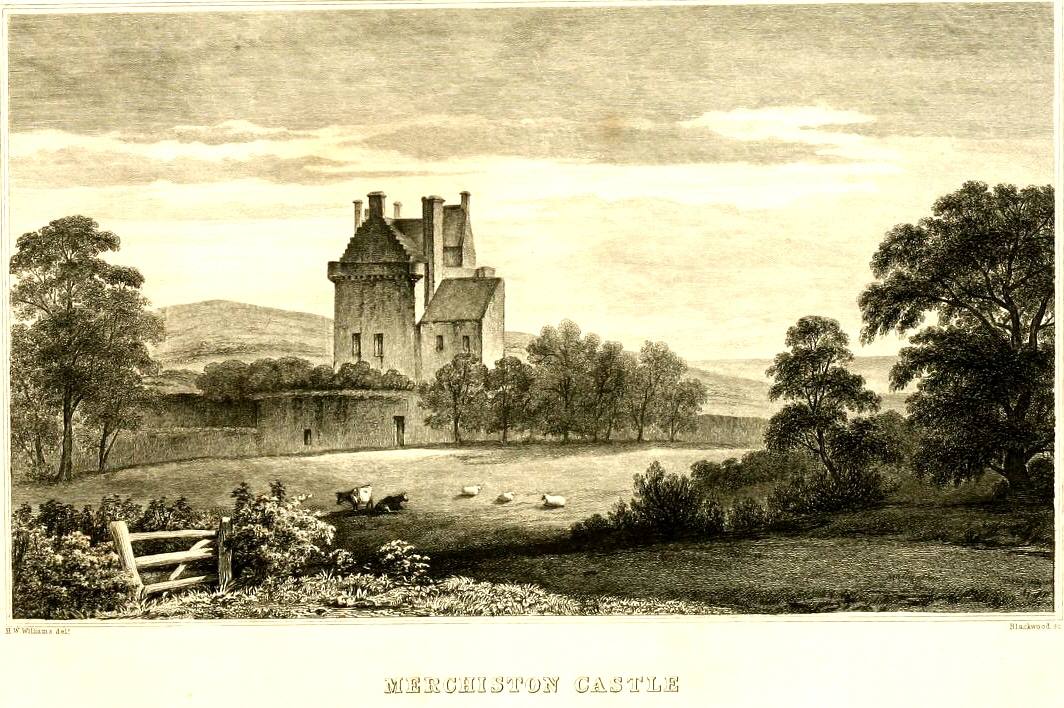
El Castillo de Merchiston, según un grabado de 1834

A los 13 años comenzó a asistir a la Universidad de Saint Andrews, en Fife. Permaneció allí menos de un año. Su madre murió durante ese período de tiempo. Su tío Adam Bothwell recomendó en una carta al padre de John que lo hiciera viajar por Europa para educarse: Señor, le ruego que envíe a John a la escuela de Francia o la de Flandes porque no puede aprender nada bueno en casa. Se cree probable que el consejo fuera seguido y que Napier viajara por Países Bajos, Francia e Italia para formarse.
De regreso a Merchiston en 1571 contrajo matrimonio al año siguiente con Elizabeth Stirling, con quien tuvo dos hijos. Vivieron en un castillo en Gartland (Stirling). Ella murió en 1579. Napier se casó poco después con Agnes Chisholm, con quien tuvo diez hijos.
Cuando su padre murió en 1608, John pasó a vivir en el castillo de Merchiston. Murió nueve años después, el 4 de abril, debido a causas naturales.

## Aportes en matemáticas
En su vida Napier mostró gran interés en la búsqueda de técnicas para simplificar las tareas de cálculo. Ya en la década de 1570 escribió su primer tratado, en el que muestra diversos métodos eficientes de cálculo, describe notaciones más sencillas e investiga acerca de las raíces imaginarias de ecuaciones. El trabajo no fue publicado sino hasta 1838, cuando estas ideas ya habían sido superadas por otros matemáticos.
Sin duda, su mayor aporte en el campo de la matemática fue el concepto de logaritmo. Napier los estudió entre 1590 y 1617. La primera obra que publicó en ese sentido fue Mirifici Logarithmorum Canonis Descriptio (Descripción de una admirable tabla de logaritmos) en 1614. Allí describe cómo utilizar los logaritmos para resolver problemas con triángulos y da una tabla de logaritmos. En 1619 su hijo Robert publica póstumamente Mirifici logarithmorum canonis constructio (Construcción de una admirable tabla de logaritmos), donde se explica cómo se construye la tabla de logaritmos.
Si bien al principio denominó «números artificiales» a los logaritmos, él mismo crearía luego el nombre con el que se los conoce actualmente, al combinar las palabras griegas «logos» (proporción) y «arithmos» (número).
El descubrimiento de Napier tuvo un éxito inmediato, tanto en matemática como en astronomía. Algunos de los pioneros en seguir su trabajo fueron Henry Briggs y John Speidell. Johannes Kepler dedicó una publicación de 1620 a Napier, afirmando que los logaritmos fueron la idea central para poder descubrir la tercera ley del movimiento de los planetas.
Una cita de Pierre-Simon Laplace hace mención y honor al descubrimiento y aplicación de los logaritmos por Napier:

Con la reducción del trabajo de varios meses de cálculo a unos pocos días, el invento de los logaritmos parece haber duplicado la vida de los astrónomos.
Pierre-Simon Laplace

Otro aporte, aunque de forma lateral, de Napier es la utilización de la notación decimal actual. Gracias a la difusión de su obra Mirifici logarithmorum canonis constructio por Europa, en la que se utilizaba la coma para separar la parte entera de la decimal en un número, esta notación se volvió popular. Si bien no fue él quien la creó, sí fue el responsable de que se popularizara.
Napier diseñó tres aparatos para facilitar cálculos, descritos en su obra de 1617 Rabdologiae. Si bien el más famoso es su ábaco neperiano, puede considerarse a su promptuario como una de las primeras máquinas de cálculo de la historia.

## Teología
Toda su vida se dedicó a pelear por sus ideas religiosas, siendo un protestante apasionado.
Ya desde sus primeros años Napier estuvo interesado en el estudio del Apocalipsis. En 1594 publicó Plaine Discovery of the Whole Revelation of Saint John, obra muy influyente en su época, siendo traducida al francés y alemán y reeditada en varias ocasiones. Allí, entre otras cosas, afirma que el Papa es el Anticristo y urge al rey de Escocia a expulsar de su corte a todos los papistas y ateos. Además, predice el fin del mundo.

## Interés por el ocultismo
Además de sus intereses matemáticos y religiosos, Napier fue a menudo percibido como un mago, y se cree que se dedicó a la alquimia y la nigromancia. Se decía que viajaba con una araña negra en una caja pequeña, y que su gallo negro era su espíritu familiar.
Algunos de los vecinos de Napier le acusaron de brujo y de unirse con el diablo, creyendo que todo el tiempo que pasaba en su estudio se utilizaba para aprender el arte negro. Estos rumores se avivaron cuando Napier utilizó su gallo negro para atrapar a un ladrón. Napier dijo a sus sirvientes que fueran a una habitación oscura y acariciaran el gallo, afirmando que el pájaro cantaría si fueran ellos quienes le robaban sus propiedades. Sin que los criados lo supieran, Napier había cubierto el gallo con hollín. Cuando los criados salieron de la habitación, Napier examinó sus manos para encontrar al que había tenido demasiado miedo de tocar el gallo.
Otro acto que hizo Napier, que podría parecer místico a sus conciudadanos, fue cuando Napier sacó las palomas de su finca, ya que se estaban comiendo su grano. Napier atrapó las palomas esparciendo grano con alcohol por todo el campo, y después capturando las palomas una vez que estaban demasiado borrachas para volar.
Aún existe un contrato para una búsqueda del tesoro, realizado entre Napier y Robert Logan de Restalrig. Napier tenía que buscar el Fast Castle para encontrar un tesoro supuestamente escondido allí, donde se afirma que Napier debería "hacer su máxima diligencia para buscar y buscar, y con todos los oficios e ingenio para averiguar lo mismo, o asegurarse de que no hubiera nada de eso. ha estado allí." Este contrato nunca fue cumplido por Napier, y no se encontró oro cuando la sociedad del campo arqueológico de Edimburgo excavó el castillo entre 1971 y 1986.

## Influencia
Entre los primeros seguidores de Napier estaban los fabricantes de instrumentos Edmund Gunter y John Speidell. El desarrollo de los logaritmos tiene crédito como el factor más importante en la adopción general de la aritmética decimal. Las Trissotetras (1645) de Thomas Urquhart se basa en el trabajo de Napier, en trigonometría.
Henry Briggs fue uno de los primeros en adoptar los logaritmos de Napier. Más tarde calculó una nueva tabla de logaritmos en la base 10, con precisión de 14 decimales.

## Otras invenciones

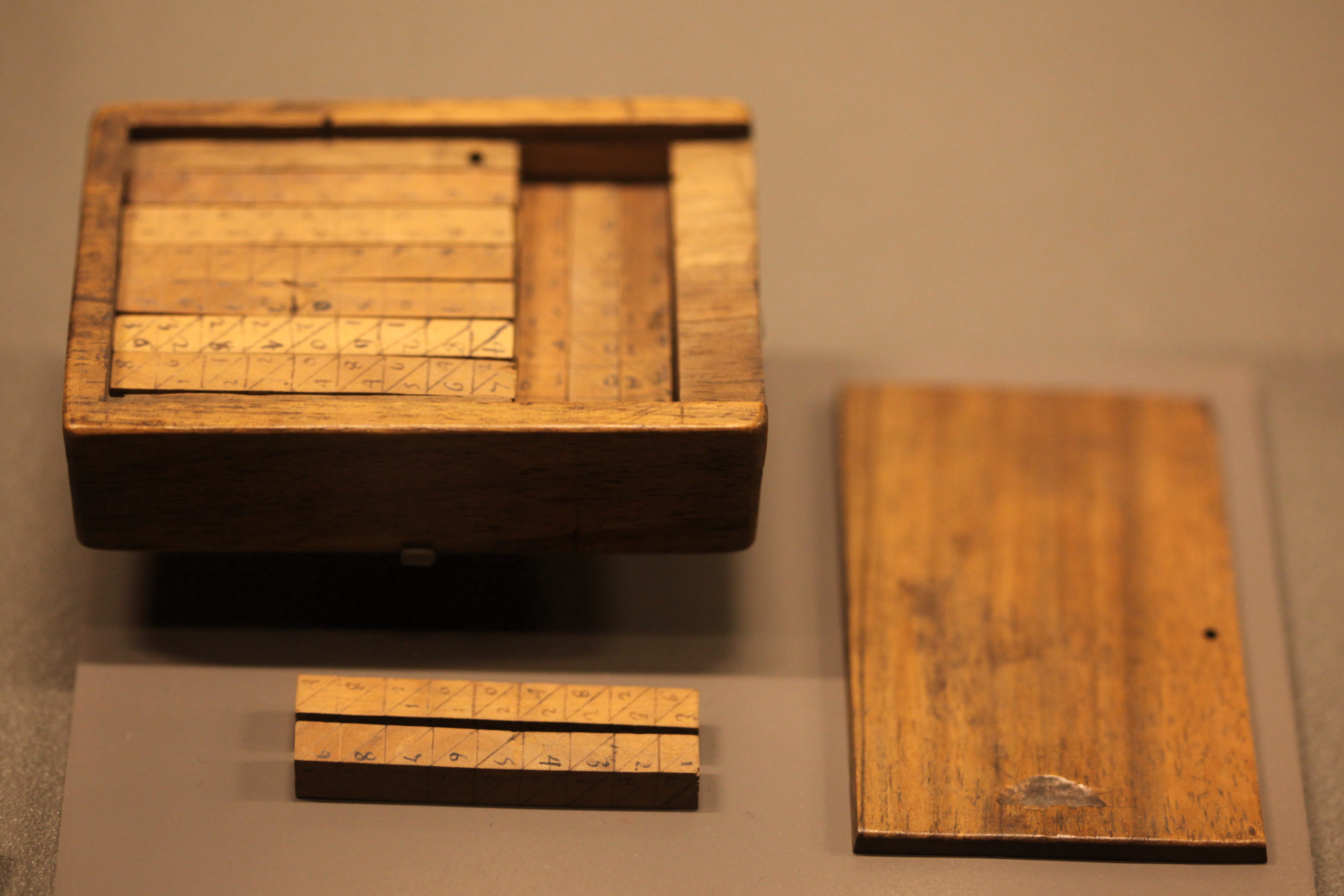
Los huesos de Napier, también conocidos como varillas o bastones de Napier, es un ábaco para realizar operaciones matemáticas simples.

Napier fue también un inventor en diversas ramas:
- Inventó dos ábacos de operaciones simples que se conocen con los nombres de Huesos de Napier y Promptuario.[20][21]
- En agricultura, investigó el uso de sales para fertilizar el suelo y matar las malas hierbas. El método resultó efectivo y fue publicado en el libro The new order of gooding and manuring all sorts of field land with common salt.[1]
- Construyó un tornillo hidráulico, mejorando una idea previa de Arquímedes.[3]
- En 1596 distribuyó un breve manuscrito titulado Secrete inventionis en el que describía sus diseños para cuatro máquinas con posibles aplicaciones militares: un carro de asalto, un submarino, un arma de fuego y un espejo para enfocar los rayos de sol sobre las naves enemigas para prenderlas fuego (idea inspirada en Arquímedes).[1] El mismo Napier destruyó sus dibujos de estas máquinas poco antes de su muerte.[3]

## Reconocimientos
- El cráter lunar Neper lleva este nombre en su memoria.[22]
- El asteroide (5558) Johnnapier también conmemora su nombre.[23]
- Una unidad de medida alternativa al decibelio utilizado en ingeniería eléctrica y lleva el nombre de Napier: el Neper o neperio (Np).
- Una universidad lleva su nombre: la Universidad Napier de Edimburgo, Escocia.

## Libros Publicados
- (1593) A Plaine Discovery of the Whole Revelation of St. John
- (1614) Mirifici logarithmorum canonis descriptio
- (1617) Rabdologiæ seu Numerationis per Virgulas libri duo
- (1619) Mirifici logarithmorum canonis constructio
- (1839) De arte logistica